# Distretto di Llacanora
Il distretto di Llacanora è uno dei dodici distretti  della provincia di Cajamarca, in Perù. Si trova nella regione di Cajamarca e si estende su una superficie di 49,42 chilometri quadrati.

Istituito il 2 gennaio 1857, ha per capitale la città di Llacanora; al censimento 2005 contava 4.651 abitanti.